# صياد الجذور
صياد الجذور (الاسم العلمي: Rhizothera)، جنس طيور من فصيلة التدرجية، أعطانها في ماليزيا. وصفت من قبل جورج غراي في عام 1841، وهو يحتوي على الأنواع التالية:
- سمان طويل المنقار (Rhizothera longirostris)
- حجل خرطومي (Rhizothera dulitensis)

يتكون اسم Rhizothera من كلمتين يونانيتين: rhiza، وتعني «الجذر» وthēras، تعني «صياد».